# ハクバサンショウウオ
ハクバサンショウウオ（白馬山椒魚、Hynobius hidamontanus）は、両生綱有尾目サンショウウオ科サンショウウオ属に分類される有尾類。1975年に長野県の白馬村で発見されたことからこの名が付けられた。

## 分布
日本（岐阜県、富山県、長野県白馬村、新潟県糸魚川市）固有種
模式標本の産地（模式産地）は白馬村（長野県）。種小名hidamontanusは「飛騨山脈の」の意。

## 形態
全長オス8.4センチメートル、メス8.7センチメートル。体側面に入る皺（肋条）は左右に12本（まれに13本）ずつ。背面の色彩は暗褐色で、腹面の色彩は淡褐色。全身は光沢のある白い斑点が密に入る。
上顎中央部に並ぶ歯の列（鋤骨歯列）は切れこみの浅いアルファベットの「V」字状。四肢は短く、胴体に沿って前肢（および指）を後方へ後肢（および趾）を前方に伸ばしても接することは無い。趾は4本。
卵嚢の表面に入る皺が不明瞭。

## 分類
岐阜県や富山県に分布する個体群はヤマサンショウウオH. tenuisとして記載され、本種と非常に近縁な種とされていた。酵素の電気泳動法による分子系統学的解析から本種のシノニムとする説が有力。

## 生態
食性は動物食で、節足動物、陸棲の巻貝、環形動物などを食べる。幼生は節足動物などを食べ、しばしば共食いをする。
繁殖形態は卵生。4-5月に湿原や森林内の細流などに30-76個の卵を1対の卵嚢に包んで産む。卵は6月に孵化する。幼生は9-11月に変態し幼体になるが、幼生のまま越冬し翌年の春季に変態する個体もいる。

## 人間との関係
開発による生息地の破壊、水質汚染などにより生息数は激減している。道路脇の側溝による落下死やペット用の密猟による生息数の減少も懸念されている。岐阜県では指定希少野生生物（ヤマサンショウウオとしての指定だが本種も含まれている）、白馬村では天然記念物に指定され採集などは禁止されている。
絶滅危惧IB類 (EN)（環境省レッドリスト）